# Фоссбергом
Фоссбергом (норв. Fossbergom) — село, адміністративний центр комуни Лом у фюльке Іннланнет, Норвегія. Розташоване на південному березі річки Отта, на північному кінці долини Бевердал. Село має площу 1,46 квадратного кілометра (0,56 миля2), населення (2021) 830 осіб і щільність населення 567 осіб на квадратний кілометр (1 470/миля2). Фоссбергом є головним населеним пунктом муніципалітету, а значна частина жителів працює в сферах туризму, торгівлі та послуг.

## Географія
Бевердал, долина в західній частині Лому, тягнеться від Фоссбергома до області Согн у Західній Норвегії. Фоссбергом розташований там, де річка Бовра впадає через водоспад Престфоссен у річку Отта.

## Транспорт
Фоссбергом розташований на головній транспортній розв'язці з дорогами, що ведуть до Стрюна (дорога Rv.15 Strynefjellsvegen), Согна (дорога Rv. 55 Sognefjellsvegen) і Східної Норвегії. У літні місяці це важливий транспортний вузол, що з'єднує Східну та Західну Норвегію. Дорога Sognefjellsvegen закрита з жовтня/листопада приблизно до кінця квітня/початку травня. До Фоссбергом також можна дістатися на потязі з Тронгейма чи Осло до Отти, а потім проїхати 60 км автобусом.

## Пам'ятки
Готель «Фоссхайм» (норв. Fossheim Turisthotell) було відкрито в 1897 році. Це двоповерхова зрубна будівля з мансардою, кухнею, двома вітальнями, сімома спальнями. До Першої світової війни це місце було і фермою, і готелем. У 1950—1960-х роках було проведено кілька реконструкцій, щоб задовольнити потреби туристів, яких ставало все більше. Сьогодні головна будівля налічує 26 двомісних і 3 одномісних номери та суміжний ресторан.
Геологічний музей Центр каменю Фоссгайм (норв. Fossheim Steinsenter) має одну з найбільших колекцій мінералів і дорогоцінного каміння в країні.
Тут розташована дерев'яна церква Лом (норв. Lom Stavkyrkje), яка є однією з найбільших дерев'яних церков у Норвегії. Церква була побудована в 12 столітті і реставрована в 17 столітті.